# Rode wijn (lied)
Rode wijn is een lied van de Nederlandse zangeres Maan en de rapper Kraantje Pappie. Het werd in 2020 als single uitgebracht.

## Achtergrond
Rode wijn is geschreven door Alex van der Zouwen, Léon Paul Palmen en Maan de Steenwinkel en geproduceerd door Palm Trees. Het is een nummer uit het genre nederpop. In het lied wordt een lastige periode in een relatie beschreven, waarna wordt verteld dat het na verloop van lange tijd beter zal gaan, net zoals rode wijn in het vat door de jaren heen beter wordt. Voor Kraantje Pappie is het lied deels autobiografisch; zijn toenmalige vriendin en hij zijn een periode zelfs uit elkaar geweest, maar toen ze weer bij elkaar kwamen kon de rapper zijn relatie nog meer waarderen. Voor Maan was het niet autobiografisch, maar voor haar was het lied meer een levensles van Kraantje Pappie voor haar. De single heeft in Nederland de platina status.
Het is de eerste keer dat de twee artiesten met elkaar samenwerken. Kraantje Pappie vertelde dat de twee elkaar vaak bij feesten en festivals tegenkwamen en daar goed met elkaar om konden gaan. De rapper stelde zelf de samenwerking met de zangeres voor aan zijn label. Kraantje Pappie noemde de bijdrage van de zangeres op het lied "verfrissend".

## Hitnoteringen
De artiesten hadden succes met het lied in de Nederland. Het piekte op de 23e plaats van de Top 40 en stond elf weken in de lijst. In de Single Top 100 kwam het tot de 28e plek en was het zeventien weken te vinden.